# منطقه حفاظت‌شده بوزین و مرخیل
منطقه حفاظت‌شده بوزین و مرخیل (به کردی: بۆزین و مەرەخێڵ) منطقه‌ای حفاظت‌شده و نمونه گردشگری در شهرستان پاوه و جوانرود از توابع استان کرمانشاه است که با هدف حمایت از گونهٔ باارزش و در حال انقراض شوکای ایرانی یا گوزن مینیاتوری و ارزش‌های رویشگاهی در پاییز ۱۳۷۴ به عنوان منطقه شکار و تیراندازی ممنوع و در سال ۱۳۷۸ به عنوان منطقه حفاظت‌شده به ثبت رسیده‌است.

## پوشش گیاهی
از پوشش گیاهی منطقه حفاظت‌شده بوزین مرخیل می‌توان به بلوط ایرانی، بنه، زیتون، مورد، ارغوان، گلابی وحشی، کیکم، زالزالک، زبان گنجشک، آلوچه، ختمی، سیاه‌تلو، لاله واژگون، و انواع گندمیان اشاره کرد.

## پوشش جانوری
از پوشش جانوری بز و پازن، شوکا، قوچ و میش، گراز، پلنگ، سیاه‌گوش، سنجاب ایرانی، گربه وحشی، شغال، گرگ، تشی، روباه، تیهو، کبک، کمرکلی بزرگ، گنجشک‌سانان، عقاب، مارپلنگی، یله‌مار، گرزه‌مار اشاره کرد. تنوع زیستی گیاهی و جانوری بالا، جنگلهای با ارزش بلوط، کوهستان‌های زیبا، رودهای پرآب چون سیروان، لیله و زمکان، گلال، لون، مرخیل، جلوه‌های طبیعی، زمینه فعالیت‌های پژوهشی وگردشگری را در منطقه فراهم ساخته است.
از بوزین و مرخیل به عنوان تنها زیستگاه پلنگ در استان کرمانشاه یاد می‌شود. در اردیبهشت سال ۱۳۹۷ تصویر یک قلاده پلنگ ایرانی در زیستگاهی نزدیک شهر باینگان توسط سازمان حفاظت محیط زیست استان کرمانشاه ثبت شد. در آذر ۱۴۰۱ برای دومین بار تصویر یک قلاده پلنگ ایرانی در منطقه حفاظت شده بوزین و مرخیل در هورامان ثبت شد.
در تیر ۱۴۰۲ برای اولین بار ۵ فرد از گونۀ سمندر آتشین در منطقۀ حفاظت‌شدۀ بوزین و مره‌خیل مشاهده شد. سمندر آتشین از گونه‌های تحت خطر در استان کرمانشاه به شمار می‌رود که تحت حفاظت نیز قرار ندارد. علاوه بر این سمندر خال زرد کردستانی نیز در بوزین و مره‌خیل مشاهده شده‌است.
در آذر ۱۴۰۳ برای نخستین بار یک بهله پرندۀ هما (به کُردی: پیروزه یا سوره‌دال) در منطقۀ حفاظت‌شدۀ بوزین و مره‌خیل مشاهده شد. این پرنده که از لاشه‌ها تغذیه می‌کند در فهرست پرندگان در معرض خطر انقراض ایران قرار دارد.

## آتش‌سوزی
منطقۀ بوزین و مره‌خیل در ۲۳ مرداد ۱۳۸۶ دچار آتش‌سوزی وسیعی شد. در این حادثه ۳ نفر از جوانان شهر بانه‌وره به‌نام‌های «نعمت فتحی»، «عباس فتحی» و «بهاءالدین فرجی» جان خود را از دست دادند و دو نفر دیگر به نام‌های «صلاح‌الدین میرانی» و «مظفر عبدی» به سوختگی عمیق دچار شدند که جایزۀ ملی محیط زیست در ۱۳۹۴ به آن دو اهدا شد.
در ۱۵ خرداد ۱۴۰۳ آتش‌سوزی در منطقۀ بوزین و مرخیل اتفاق افتاد که مهار آن تا ساعت ۳ بامداد روز بعد به طول انجامید و طی آن حدود ۶ هکتار از پوشش جنگلی و مرتعی این منطقه در آتش سوخت. با این وجود به دلیل آتش‌سوزی گسترده در منطقۀ بله‌بزان که در نزدیکی بوزین و مرخیل قرار دارد، از بامداد ۲۲ خرداد بار دیگر منطقۀ بوزین و مرخیل دچار حریق شد. در ۲۳ خرداد ۱۴۰۳ فرماندۀ یگان حفاظت محیط زیست کرمانشاه اعلام کرد که آتش در منطقۀ بوزین مهار شده، اما در منطقۀ مره‌خیل همچنان ادامه دارد. در ۲۴ خرداد ۱۴۰۳ فرماندار پاوه اعلام کرد که آتش‌سوزی بوزین و مرخیل ادامه دارد و آتش‌سوزی منطقۀ بله‌بزان در نزدیکی بوزین و مره‌خیل نیز حدود ۵۰۰ هکتار از مراتع و جنگل‌های این منطقه را از بین برده‌است. در ۲۵ خرداد ۱۴۰۳ فرماندار پاوه اعلام کرد که از روز گذشته یک فروند بالگرد هوافضای سپاه و یک هواپیمای آبپاش ایلوشین برای اطفای حریق به کار گرفته شده و آتش‌سوزی پس از چهار روز مهار شده‌است. در ۲۸ خرداد ۱۴۰۳ فرمانده یگان حفاظت محیط زیست استان کرمانشاه از سوختن ۹۲۰ هکتار از جنل‌ها و مراتع منطقۀ حفاظت‌شدۀ بوزین و مره‌خیل طی این دو آتش‌سوزی خبر داد و اعلام کرد در آتش‌سوزی اول ۵۰۰ هکتار و در آتش‌سوزی دوم ۴۲۰ هکتار از این منطقه دچار حریق شده‌است.